# Eleonora Ter-Parsegowa-Machwiladse

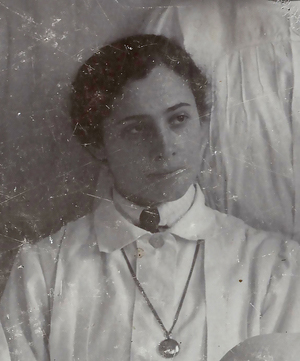
Eleonora Ter-Parsegowa 1905

Eleonora „Lola“ Ter-Parsegowa-Machwiladse (georgisch ლეონორა "ლოლა" ტერ-ფარსეგოვა-მახვილაძე, * 18. August 1875 in Tiflis; † 1930er Jahre ebenda) war eine armenisch-georgische Pädagogin, Revolutionärin und Politikerin. Sie war gewähltes Mitglied der verfassungsgebenden Versammlung der Demokratischen Republik Georgien und arbeitete in den Kommissionen für Arbeit, Rente und öffentliche Gesundheit.

## Biografie

### Herkunft
Ihre Mutter, Matilda Bartold, war Deutsche und ihr Vater, Howsep Ter-Parsegowa, war adelig. Eleonora Ter-Parsegowa absolvierte die Frauenoberschule in Tiflis. Sie trat 1902 in die Russische Sozialdemokratische Partei ein. Später heiratete sie den georgischen Arzt Wladimir Machwiladse. Mit ihm zog sie nach Sochumi und arbeitete als Lehrerin an einer Privatschule.

### Russische Revolution 1905
Aus den historischen Tifliser Gerichtsakten geht hervor, dass ein Gerichtsverfahren gegen sie und andere Mitglieder der Russischen Sozialdemokratischen Arbeiterpartei nach dem Scheitern der Russischen Revolution 1905 eröffnet wurde. Eleonora Ter-Parsegowa-Machwiladse war mit Dmitri Konstantin Emkhwari, Rajhden Timotey Kiduradse, Samson Dawit Maranadse, Waso Fordeladse und Levan Gotoshia eine der Führungspersönlichkeiten der Sochumi-Gruppe der Partei. Nach dem Oktobermanifest vom 17. Oktober 1905 übernahmen sie die administrative Regierung der Stadt in Selbstverwaltung. Sie bildeten eine Volksmiliz. Im November 1905 forderten Demonstranten, dass der Stadtrat von Sochumi aufgelöst werden sollte. Der neue Rat sollte in einer allgemeinen, direkten, gleichen und geheimen Wahl gewählt werden. Voraussetzung war eine Volkszählung, um die Wahlberechtigten zu ermitteln. Die Stadtoberen weigerten sich, das notwendige Geld dafür zur Verfügung zu stellen, woraufhin ein Boykott ausgerufen wurde. Steuern wurden nicht gezahlt. Stadtratsmitgliedern wurden gedroht, dass es in Handels- und Einkaufszentren zu Generalstreiks kommen würde, wenn sie ihre Ämter nicht niederlegten. Die Mitglieder des Stadtrats traten schließlich zurück.
Während dieses Konflikts nahm Eleonora Ter-Parsegowa-Makhwiladse als Treuhänderin der Revolutionäre an Verhandlungen teil. Im Urteil gegen sie heißt es: „… Die kriminelle Gruppe war auch während des Unterrichts in Bildungseinrichtungen aktiv. Von November bis Dezember 1905 waren alle Bildungseinrichtungen in Suchumi geschlossen. In dieser Hinsicht spielte Eleonora Mikheil Makhwiladse, eine Privatschullehrerin und Frau eines Arztes, eine wichtige Rolle. Sie versammelte Schüler aus öffentlichen und privaten Schulen und brachte ihnen die Marseillaise bei. Sie sagte den Schülern, sie sollten der Führung nicht gehorchen und nicht auf ihren Direktor hören, der ein „alter, dummer Mann war, dessen Zeit abgelaufen war“. Dieselbe Machwiladse sprach zu den Menschen, die sich auf dem Boulevard versammelt hatten, und sagte, die Menschen müssten ihre Kräfte sammeln und gemeinsam „der sterbenden Regierung nicht erlauben, wieder auf die Beine zu kommen“. Während dieser Prozesse hisste Eleonora Machwiladse oft eine rote Fahne …“ Während der Untersuchung weigerte sich Eleonora Machwiladse, eine Aussage zu machen. Sie wurde nicht in Untersuchungshaft genommen, da die Gefängnisse in Sochumi überfüllt waren. Am 28. April 1908 wurde sie zu einem Jahr Gefängnis verurteilt, jedoch aufgrund einer Schwangerschaft aus der Haft entlassen und später ins Exil geschickt.
Seit 1911 war sie Mitglied der Gesellschaft zur Verbreitung der Alphabetisierung in Georgien. Sie war Vorstandsmitglied in der Region Sokhumi. Eleonora Ter-Parsegowa-Machwiladse blieb politisch aktiv und wurde bis 1917 noch dreimal verhaftet.

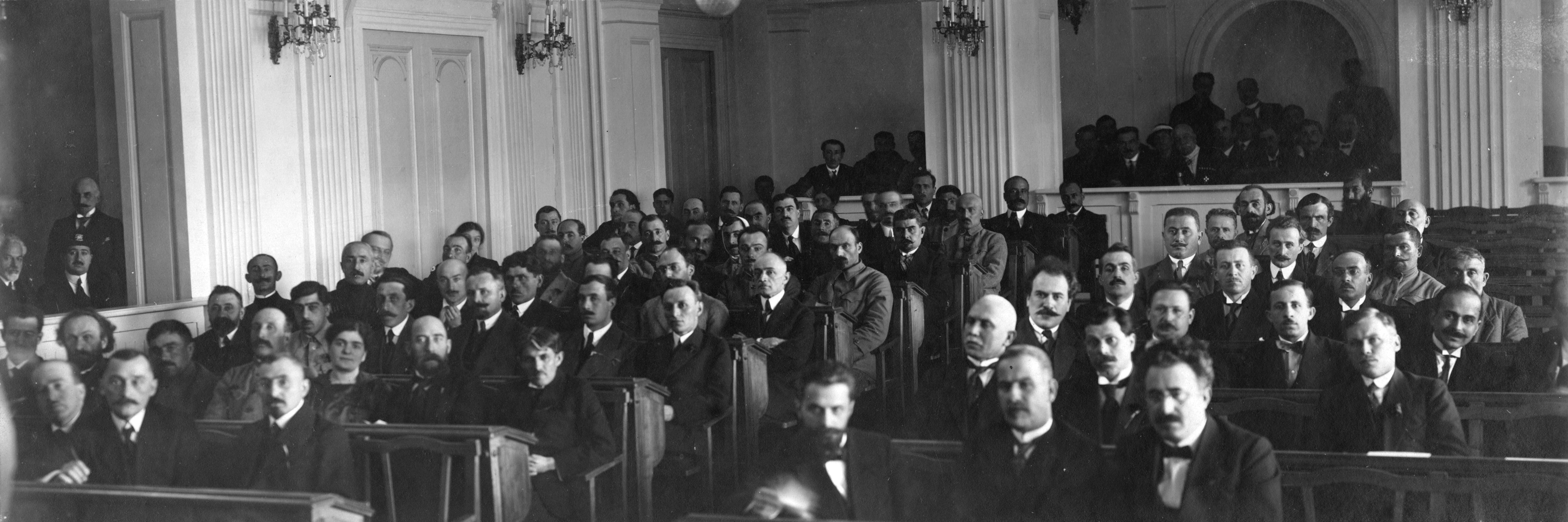
Die erste Sitzung der Verfassunggebenden Versammlung Georgiens, Tiflis, 12. März 1919, Ter-Parsegowa-Machwiladse hinten links

### Demokratische Republik Georgien
Im Jahr 1919 wurde sie in den Stadtrat von Tiflis gewählt. Sie war eine der Führerinnen der Schneidergewerkschaft und wurde in Tiflis zur ehrenamtlichen Richterin gewählt.
Ter-Parsegowa-Machwiladse wurde am 12. März 1919 über die Liste der Sozialdemokratischen Partei Georgiens ins erste Parlament der Demokratischen Republik Georgien gewählt. Sie war Mitglied der Parlamentsausschüsse für Arbeit, Rente und öffentliche Gesundheit. Ter-Parsegowa-Machwiladse war 1921 eine der Unterzeichnerinnen der ersten georgischen Verfassung.

### Sowjetrepublik
Im Jahr 1921, nach der Besetzung Georgiens durch die Rote Armee und der Eingliederung in die Sowjetunion, blieb Ter-Parsegowa-Makhwiladse in Georgien und wurde eine der Führerinnen der Widerstandsbewegung. Das Haus ihrer Familie in der Udeli-Straße 14 (heute Petriaschwili) in Tiflis stand unter Beobachtung. Sie war Mitglied des Frauenkomitees der Sozialdemokratischen Arbeiterpartei Georgiens, das politische Gefangene im Untergrund unterstützte und ihnen bei der Wohnungssuche half. Im Jahr 1922 wurde das Komitee Teil der vereinigten Organisation politischer Parteien, die gegen den Bolschewismus kämpften. Sie wurden das Politisches Rotes Kreuz Georgiens genannt. Am 10. Februar 1922, während der Feierlichkeiten zum einjährigen Jubiläum des Beitritts Georgiens zur Sowjetunion, wurden Führer und aktive Mitglieder antisowjetischer politischer Parteien verhaftet. Auch Eleonora Ter-Parsegowa-Machwiladse wurde in der Nacht des 13. Februar in ihrem Haus festgenommen. Ihr Bruder Konstantin Mikhaeil Ter-Parsegowa, ein Chemiker und Mitglied der Artilleriedivision der georgischen Roten Armee, wurde ebenfalls verhaftet. Am 19. März 1922 verurteilte das Präsidium des georgischen Notstandskomitees sie zu drei Monaten Einzelhaft. Am 14. Juli 1922 wurde Ter-Parsegowa-Machwiladse aufgrund ihres schlechten Gesundheitszustands aus dem Gefängnis entlassen.
Eleonora Ter-Parsegowa-Machwiladse übernahm 1924 nach der Verhaftung des Vorsitzenden der Untergrundzentralkomitee der Sozialdemokratischen Arbeiterpartei, Soghomon Telya, die Führung der Partei. Sie beteiligte sich an der Organisation und Strategieentwicklung. Ein bewaffneter Aufstand wurde vorbereitet. Er fand am 28. August statt und wurde nach einer Woche vom Sowjetregime niederschlagen.
Am 22. Februar 1926 wurde sie erneut verhaftet und nach Transkaukasien deportiert. In den 1930er Jahren kehrte sie zurück und war als Privatlehrerin tätig. Sie starb in der ersten Hälfte der 1930er Jahre in ihrem Haus in Tiflis. Das genaue Datum ist unbekannt.

## Rezeption
Nach Irakli Chwadagiani war Ter-Parsegowa nicht nur für ethnische Minderheiten, sondern für alle Georgier eine einflussreiche Persönlichkeit. Chwadagiani gibt an, dass sie für einige Zeit nach dem Beitritt Georgiens zur Sowjetunion die eigentliche Führerin der georgischen Sozialdemokratischen Partei war.
Dem Historiker Irakli Iremadse zufolge war ein anderes armenisches Mitglied der Sozialdemokratischen Partei, Konstantin Panyants, innerhalb der Partei zuerst einflussreicher. Ter-Parsegowa-Machwiladse gehörte jedoch später zur Parteiführung.

## Ehrungen
Im Jahr 2016 benannte der Stadtrat eine Straße in Tiflis nach ihr.